# La Vanguardia
La Vanguardia (wym. kat. [lə βəŋˈɡwaɾðiə], wym. hiszp. [la βaŋˈɡwaɾðja], z hiszp. awangarda) – hiszpański dziennik ukazujący się w Barcelonie od 1881 roku. Wydawany jest równolegle w języku hiszpańskim i katalońskim.
La Vanguardia pomimo co do zasady lokalnego charakteru, przez lata utrzymywała jeden z największych nakładów w kraju. Według danych za 2018 rok nakład barcelońskiego dziennika wynosił ponad 96 tys. sztuk (drugi wynik w kraju), jednak faktyczna sprzedaż wynosiła zaledwie ok. 22 tys. egzemplarzy (szósta pozycja).

## Historia

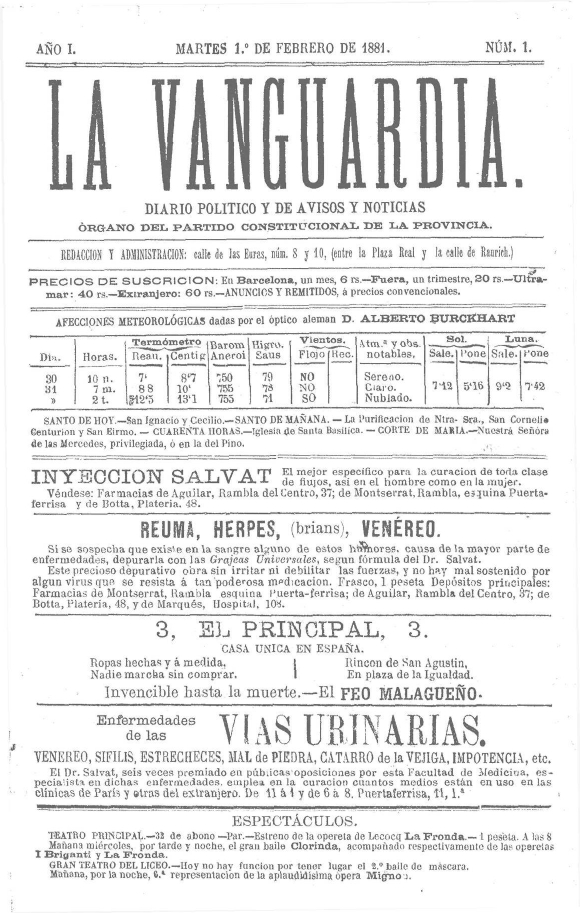
Okładka pierwszego wydania z 1881

La Vanguardia została założona przez braci Bartolomé i Carlosa Godó, synów przedsiębiorcy włókienniczego z miasta Igualada. Pierwsze wydanie z 1 lutego 1881 opatrzone było podtytułem „Dziennik polityczny oraz ogłoszenia i aktualności”. Z uwagi na zaangażowanie właścicieli w działalność Partii Liberalnej Práxedesa Mateo Sagasty walczącej o wpływy w Barcelonie, gazeta ograniczała swój zasięg do tego jedynie środowiska. Gdy po siedmiu zarząd nad tytułem przejął Ramón Godó, gazeta zerwała z politycznym zaangażowaniem po stronie liberałów. Opowiadając się odtąd za konstytucyjnymi władzami i niechętna partiom katalońskim, znacząco zyskała na popularności. Dodatkowym atutem okazała się osoba kolejnego redaktora, Modesto Sáncheza Ortiza, znanego w towarzystwie artystycznym Barcelony andaluzyjskiego autora. W konsekwencji w pierwszych latach XX wieku La Vanguardia współpracowała z autorami Diario de Barcelona, co także wpłynęło pozytywnie na jej odbiór. Została też pierwszym hiszpańskim dziennikiem wysyłającym swoich korespondentów do innych krajów Europy, w tym podczas I wojny światowej.
Po wybuchu wojny domowej La Vanguardia została skolektywizowana – przeszła w ręce komitetu anarchistycznego, a następnie rządu republikańskiego. Po zakończeniu wojny w 1939 roku przywrócono własność gazety rodzinie Godó, jednak bez pełnej wolności w zakresie nadzoru nad redakcją. Symboliczną zmianą było dodanie do nazwy dziennika obowiązkowego członu Española („Hiszpańska”). Pod rządami wskazanego przez Francisco Franco redaktora Luisa Martíneza de Galinsoga gazeta opowiadała się jednoznacznie po stronie Falangi, nierzadko pełniąc funkcje propagandowe. Trend ten odwrócono w 1960 roku wraz z nominacją na stanowiska szefa dziennika Manuela Aznara Zubigaraya, który przywrócił La Vanguardii popularność. Z redakcją zaczęli wówczas współpracować dziennikarze z obozu demokratycznego oraz autorzy emigracyjni związani z Republiką. W 1971 wydano pierwszy dodatek drukowany w kolorze.
W okresie transformacji ustrojowej gazeta obrała orientację prokatalońską, zwiększając tak liczbę katalońskich autorów, jak i częstotliwość poruszania tematów związanych z autonomią regionu. Jednocześnie linia redakcyjna gazety wyrażała poparcie dla przemian demokratycznych i monarchii konstytucyjnej. W 1978 roku powrócono do oryginalnego tytułu.
W czerwcu 1995 roku otwarto serwis internetowy gazety (w 2019 roku obie redakcje – tradycyjna i cyfrowa – zostały połączone). W 2004 roku (po 101 latach) redakcja gazety została przeniesiona z modernistycznego pałacu przy Carrer de Pelai do wysokościowca Torre Godó przy Avinguda Diagonal. Trzy lata później zmieniono format edycyjny z rozmiaru berliner na tabloid.
Od początku swojego istnienia La Vanguardia ukazywała się wyłącznie w języku hiszpańskim. Dopiero po ponad 130 latach, 3 maja 2011 r. uruchomiono wydanie katalońskie. Żadna z redakcji językowych nie ma charakteru nadrzędnego, a autorzy piszący dla gazety tworzą wedle swojej woli w jednym z dwóch języków. Wszystkie artykuły są następnie tłumaczona na drugi z języków. Tłumaczenie w znacznej mierze odbywa się mechanicznie, przy wykorzystaniu oprogramowania Lucy Software. Również w 2011 roku utworzono katalońską wersję strony internetowej dziennika, a także uruchomiono edycje lokalne poza Katalonią: w Madrycie, Sewilli, Walencji i Kraju Basków.